# بوتلوة وليامسية
بوتلوة وليامسية[بحاجة لمصدر] (الاسم العلمي:Bouteloua williamsii) هي نوع من النباتات يتبع جنس البوتلوة من الفصيلة النجيلية.